# Absecon
Absecon város az USA New Jersey államában, Atlantic megyében. Lakosainak száma 9137 fő (2020. április 1.).

## Népesség
A település népességének változása:

| 2010 | 8 411 |
| 2020 | 9 137 |